# Korean Tiger (Séul 1986)
Korean Tiger es la mascota oficial de los Juegos Asiáticos de 1986, que se celebraron en Séul en septiembre y octubre de 1986. Se dice que es similar a Hodori, de los Juegos Olímpicos de Verano de 1988.